# Bikonta
Bikonta je dnes již překonaný obšírný taxon vytvořený Thomasem Cavalier-Smithem, zahrnující několik eukaryotických říší: Rhizaria, Excavata, Plantae (synonymum Archaeplastida, tedy ruduchy, glaukofyty a vyšší rostliny), Chromalveolata a také taxon Apusozoa.
Typickými znaky jsou dva bičíky (alespoň původně, někdy najdeme i jiný počet). Důležitá je také fúze dvou genů, nacházející se u všech bikont, a to genu pro dihydrofolát reduktázu a genu pro thymidylát syntázu.
Protějškem Bikont, v některých hypotézách jejich sesterskou skupinou, byla Unikonta s jednobičíkatým společným předkem, dnes již také překonaný taxon.
Pozdější analýzy odhalily, že některá typická bikonta (Apusozoa) patří svou fylogenetickou příbuzností dovnitř unikont a naopak mnohá unikonta mají pozůstatky druhého bičíku.
Bikonta se tak ukázala být nepřirozenou, polyfyletickou skupinou. Dnes se proto název používá nikoli pro taxon nebo pro vývojovou linii, nýbrž pouze jako obecné označení dvoubičíkatých eukaryot.

## Členění
Podle dnešního poznání je malá část bikont (Collodictyonida a skupiny bývalého kmene Apusozoa) součástí nástupnických superskupin nahrazujících Unikonta, tedy Podiata nebo Amorphea. Jako samostatná skupina byli vyčleněni Excavata, uvnitř kterých mnohé studie předpokládají kořen eukaryotického fylogenetického stromu. Jako největší nástupnická skupina pak zbývají Diaphoretickes či Corticata, lišící se způsobem definice ale pokrývající pravděpodobně stejný rozsah podřízených taxonů/vývojových linií:
- Corticata jsou klasicky výčtem popsanou superskupinou, zavedenou Thomasem Cavalier-Smithem a nově vymezenou jako podříše/klad v r. 2015[2];
- Diaphoretickes jsou definováni kladisticky, jako největší společný klad obsahující druhy Bigelowiella natans Moestrup & Sengco 2001 (Rhizaria), Tetrahymena thermophila Nanney & McCoy 1976 (Alveolata), Thalassiosira pseudonana Cleve 1873 (Stramenopiles) a Arabidopsis thaliana (Linnaeus) Heynhold, 1842 (Archaeplastida), ale neobsahující druhy Homo sapiens Linnaeus 1758 (Opisthokonta), Dictyostelium discoideum Raper 1935 (Amoebozoa) ani Euglena gracilis Klebs 1883 (Excavata).[3]

Obě superskupiny tak zahrnují říše:
- Rostliny (ve smyslu Archaeplastida) a
- Chromista / Chromalveolata v širším smyslu (včetně Rhizaria);

přičemž druhá z nich pravděpodobně není přirozená. Přirozenou se ale jeví její podskupina, zahrnující většinu chromistních druhů, zvaná „SAR“/Sar či Harosa. Zbylé malé skupiny (skrytěnky včetně Katablepharida, Haptophyta, Picozoa, Centrohelida) se dnes jeví jako bazální skupiny na vývojových liniích vedoucích k rostlinám či SAR, ale jejich postavení není dostatečně doložené.

Ještě širší vymezení, bližší původnímu rozsahu bikont, má superskupina/klad Diphoda. Její zavedení vychází z předpokladu, že fylogenetický strom recentních eukaryot má kořen (posledního společného eukaryotického předka) ve skupině Excavata, ta je proto parafyletická. Diphoda jsou pak Corticata/Diaphoretickes rozšířená o jim fylogeneticky blízké skupiny exkavát (např. Discoba). Druhou větev eukaryot pak podle této fylogenetické hypotézy tvoří Opimoda.